# Cayo Thatch
Cayo Thatch (en inglés: Thatch Cay) es una pequeña y deshabitada isla de 230 acres (931.000 m²) a media milla (800 m) de la costa noreste de la isla de Santo Tomás (Saint Thomas).  Su pico más alto alcanza los 500 pies (150 m) de altura. Es una de los últimas de propiedad privada, de las islas no desarrolladas en las Islas Vírgenes de los Estados Unidos.
La isla debe su nombre a las palmas Teyer (en inglés Thatch quiere decir "Paja") que se encuentran en la isla, y que los esclavos utilizaron para hacer sacos y el techo de sus chozas.